# Покровский уезд (Владимирская губерния)
Покро́вский уе́зд  — историческая административно-территориальная единица в составе Владимирской губернии Российской империи и РСФСР, существовавшая в 1778—1921 годах. Уездный город — Покров.

## География
Уезд был расположен на западе Владимирской губернии. Граничил на севере с Александровским и Юрьевским уездами, на востоке с Владимирским и Судогодским, а также с Московской губернией на западе и юге. Занимал площадь в 4509,325 км² (3962,5 вёрст²).
Располагался на части территорий современных Петушинского, Киржачского, Кольчугинского и Собинского районов Владимирской области, Орехово-Зуевского и Шатурского районов Московской области.
Главная река в уезде — Клязьма. Из притоков её более значительны Пекша, Киржач, Шерна, Поля. Из рек судоходна только Клязьма с пристанью в городе Покрове.

## Административное деление
В 1886 году уезд состоял из 19 волостей.
С 1890 по 1913 году Покровский уезд делился на 20 волостей:
| № п/п | Волость           | Волостное правление      | Число селений | Население |
| ----- | ----------------- | ------------------------ | ------------- | --------- |
| 1     | Аннинская         | д. Новое Аннино          | 15            | 4952      |
| 2     | Аргуновская       | с. Аргуново (Никольское) | 10            | 3598      |
| 3     | Воронцовская      | д. Ларионово             | 28            | 4438      |
| 4     | Дубковская        | с. Дубки                 | 28            | 4003      |
| 5     | Жаровская         | с. Жары                  | 23            | 5005      |
| 6     | Жердевская        | д. Желдыбино             | 28            | 6853      |
| 7     | Завалинская       | с. Завалино              | 31            | 5024      |
| 8     | Копнинская        | с. Копнино               | 19            | 6559      |
| 9     | Коробовщинская    | с. Коробовщина           | 21            | 4727      |
| 10    | Короваевская      | с. Короваево             | 20            | 3570      |
| 11    | Кудыкинская       | д. Кудыкино              | 16            | 7936      |
| 12    | Липенская         | д. Липня (Сафонково)     | 25            | 5717      |
| 13    | Лукьянцевская     | д. Лукьянцево            | 21            | 4545      |
| 14    | Овчининская       | с. Овчинино              | 22            | 5858      |
| 15    | Покров-Слободская | д. Слободка              | 40            | 9635      |
| 16    | Селищенская       | д. Селищи                | 16            | 4062      |
| 17    | Филипповская      | с. Филипповское          | 20            | 5347      |
| 18    | Финеевская        | с. Финеево               | 18            | 5577      |
| 19    | Фуниково-Горская  | д. Телешово              | 26            | 4759      |
| 20    | Яковлевская       | с. Яковлево              | 8             | 2229      |

В 1918 году Покровский уезд включал в себя 23 волости.

## Руководство уезда
Уездные предводители дворянства
- 1895 год — коллежский советник Михаил Константинович Поливанов[5]
- 1900—1903 год — коллежский секретарь Александр Александрович Микулин[6][7].

Земские начальники, 1900 год
- Коллежский секретарь Александр Васильевич Ненароков. Проживал в городе Покров. Волости: Покров-Слободская, Кудыкинская, Аннинская, Яковлевская.
- Коллежский советник Дмитрий Александрович Угрюмов. Проживал в сельце Фёдоровское. Волости: Финеевская, Филипповская, Жердевская, Лукьянцевская.
- Статский советник Владимир Иванович Курута. Проживал в селе Дубки. Волости: Дубковская, Завалинская, Коробовщинская, Короваевская.
- Надворный советник Валериан Михайлович Корякин. Проживал в городе Покров. Волости: Аргуновская, Жаровская, Овчининская, Фуниково-Горская.

## История
За полтысячелетия до образования Покровского уезда, в середине XII — начале XIII веков территория принадлежала Ростово-Суздальскому княжеству.
Часть территории позже образованного Покровского уезда Владимирской губернии до 1708 года входила в состав Владимирского уезда Замосковного края Московского царства. В Покровский уезд полностью или частично вошли такие старинные административно-территориальные единицы Владимирского уезда, как Сенежская волость, Богаевский стан, стан Рог Большой, стан Рог Малый, стан Сенег, Польская волость, Жегаловская волость, Инебожская волость, волость Любецкий Рожок, Кривандинская волость, Крисинская волость, Матренинская волость.
Часть территории позже образованного Покровского уезда Владимирской губернии входила в состав Переяславль-Залесского княжества, позже Переславского уезда Замосковного края Московского царства, к которому относились реки Киржач и Шерна с выходом к Клязьме, города Киржач и Покров.
Местность близ села Воскресенское и деревень Большие горки, Головино, Бынино в длину 20 и в поперечнике 12 вёрст в середине XIX века называлась Хованью, из чего можно заключить, что в древности эта местность принадлежала князьям Хованским.
У границы с Рязанской губернией и Судогодской округой в казённой оброчной пустоши под названием Рождества Иоанна Крестителя находится место, где находился монастырь под таким же названием и в нём дворец князей рязанских, от которого уже в середине XIX века ничего не осталось, кроме признаков бывших погребов. Дворец служил князьям рязанским убежищем на случай войны.
Уезд был образован в 1778 году в составе Владимирского наместничества (с 1796 года Владимирской губернии).
В сентябре — первой половине октября 1812 года Владимирское ополчение дислоцировалось в Покровском уезде. Оно проводило разведку действий противника в восточном направлении и пресекало попытки вражеских фуражиров организовать снабжение французской армии. Владимирские ополченцы были расквартированы преимущественно вдоль двух трактов: Москва — Покров — Владимир — Нижний Новгород и Стромынского, который шёл в направлении от Москвы к Юрьеву-Польскому через город Киржач. Действуя на границе Покровского уезда Владимирской губернии и Богородского уезда Московской губернии, владимирцы неоднократно успешно прогоняли французские отряды фуражиров, пресекали случаи мародёрства, брали пленных. В 4-й пеший казачий полк владимирского ополчения входило 1292 ратника из Покровского уезда.
Уезд ликвидирован по постановлению ВЦИК 5 января 1921 года. 11 волостей Покровского уезда вошли в состав вновь образованного Орехово-Зуевского уезда Московской губернии, остальные 11 волостей включены в Александровский уезд.

## Населённые пункты
В 1859 году наиболее крупные населённые пункты:
- Покров — 2866 чел.
- Киржач — 2673 чел.
- Никольское — 2489 чел.
- Губинская — 989 чел.
- Петушки — 905 чел.
- Новоселово — 853 чел.
- Большие Горки — 749 чел.

По переписи 1897 года наиболее крупные населённые пункты уезда (более 500 жит.):
| - мест. Никольское — 25 203 чел.; - с. Орехово — 7216 чел.; - город Киржач — 4851 чел.; - фабр. пос. Дулево — 3412 чел.; - город Покров — 2785 чел.; - д. Губинская — 1916 чел.; - д. Ликино — 1597 чел.; - с. Заречье — 1402 чел.; - д. Старые Петушки — 1203 чел.; - д. Боровково — 1025 чел.; - сельцо Ваулово — 982 чел.; - с. Филипповское — 894 чел.; - Миттеровский стеклянный завод — 886 чел.; | - Вауловская ткацкая фабрика т-ва Никольской мануфактуры — 884 чел.; - с. Марково — 867 чел.; - д. Язвищи — 823 чел.; - Фабричный посёлок т-ва Никольской мануфактуры — 737 чел.; - д. Новая — 720 чел.; - с. Финеево — 684 чел.; - с. Короваево — 672 чел.; - д. Емельяново — 665 чел.; - с. Кабаново — 656 чел.; - д. Стар. Аннино — 644 чел.; - д. Дворищи — 630 чел.; - д. Новоселово — 621 чел.; - д. Кибирево — 618 чел.; | - д. Зубцово — 614 чел.; - д. Ратьково — 596 чел.; - д. Старые Омутищи — 594 чел.; - д. Копнино — 588 чел.; - д. Никулкино — 586 чел.; - с. Фролищи — 583 чел.; - д. Жохово — 577 чел.; - д. Леоново — 576 чел.; - с. Власовское — 572 чел.; - д. Санино — 568 чел.; - д. Крутово — 560 чел.; - д. Городищи — 549 чел.; | - д. Песьяне — 545 чел.; - д. Федотово — 541 чел.; - д. Борщевня — 540 чел.; - д. Аленино — 540 чел.; - сельцо Костино — 534 чел.; - д. Войнова Гора — 529 чел.; - д. Большие Горки — 529 чел.; - с. Перники — 523 чел.; - д. Сеньго-Озеро — 521 чел.; - Бумаго-красильная фабрика П. А. Соловьёва — 517 чел.; - с. Погост Ново-Сергиевский — 514 чел.; - д. Кудыкино — 505 чел. |

## Помещичьи имения
По данным на 1860 год в Покровском уезде отмечаются следующие имения с количеством душ 100 и более:
- Графини Елизаветы Андреевны Апраксиной. Сельцо Калинино и деревни Сафоново, Володино, Дохлово. Крестьян 144, дворовых 2[16].
- Екатерины Абрамовны Акинфовой. Село Никольское и деревни Хламостово, Блудово, Старая. Крестьян 454[16].
- Князя Семёна Михайловича Воронцова. Село Алексино с 29 деревнями. Крестьян 2236, дворовых 1[16].
- Князя Константина Фёдоровича Голицына. Сёла Ивановское и Новоспасское с 31 деревней. Крестьян 2349, дворовых 90[16].
- Княгини Любови Петровны Голицыной. Сельцо Ильинки. Крестьян 106[16].
- Елизаветы Владимировны Гастфер. Сельцо Назарово с 12 деревнями. Крестьян 608, дворовых 24[16].
- Надежды Михайловны Де-Витте. Сельцо Финеево. Крестьян 278[16].
- Екатерины Васильевны Зезевитовой. Сельцо Сте?ки, деревни Стеньки и Натальино. Крестьян 147[16].
- Николая Михайловича Зилова. Деревни Тощебулово и Дельково. Крестьян 172, дворовых 1[16].
- Алексея Ростиславовича Загоскина. Село Амафорово (Язвицы тож). Крестьян 138, дворовых 4[16].
- Дмитрия Дмитриевича Казакова. Село Фетино, сельцо Воскресенское, деревни Конышево, Игнатово и Коленово. Крестьян 429, дворовых 8[16].
- Елизаветы Фёдоровны Крузенштерн. Село Завалино и деревни Запажье, Тюхтово, Новое. Крестьян 224, дворовых 14[16].
- Любови Леонтьевой. Село Новое Фетенино. Крестьян 241, дворовых 5[16].
- Ивана Петровича Макарова. Деревня Селище. Крестьян 155, дворовых 3[16].
- Дмитрия Ивановича Микулина. Деревни Большие Горки и Малые Горки. Крестьян 477, дворовых 12[16].
- Ивана Петровича Мусина-Пушкина. Деревни Федеево, Анцыферово, Аксиниково, Терехово. Крестьян 230, дворовых 3[16].
- Елизаветы Степановны Мухановой. Село Аргуново, сельцо Старово с 8-ю деревнями[16].
- Марии Александровны Нейдгардт. Село Козлятьево, деревни Марково и Новая. Крестьян 199, дворовых 5[16].
- Анастасии Ивановны Обуховой. Сельцо Поляна, деревни Максимцево, Новино и пустошь Шишкина. Крестьян 102, дворовых 10[16].
- Константина Павловича Афросимова. Село Святково с деревнями Лаврово и Абабурово. Крестьян 237, дворовых 8[16].
- Надежды Сергеевны Пашковой. Деревни Барсково, Новоселово, Кошелево, Заболотье. Крестьян 941, дворовых 3[16].
- Екатерины Александровны Пашковой. Село Васильевское. Крестьян 156, дворовых 1[16].
- Любови Ивановны Потарцевой. Деревня Губенская. Крестьян 108[16].
- Александра Дмитриевича Рогозина. Деревня Нижнее Скрибино. Крестьян 103, дворовых 7[16].
- Владимира Семёновича и Варвары Ивановны Требиповых. Сельцо Ельцы, сельцо Красилово, деревня Исаково. Крестьян 135, дворовых 10.
- Княгини Варвары Юрьевны Трубецкой. Сельцо Костино с деревнями Семёновка, Головино, Заднее Поле, Русаново. Крестьян 726, дворовых 15[16].
- Князя Ивана Александровича Хилкова. Деревни Санино и Старое Сельцо. Крестьян 253[16].
- Натальи Ивановны Черкасовой. Село Овчинино и деревня Литиберово. Крестьян 210[16].
- Надежды Николаевны Хомутовой. Село Елицино (крестьян 159, дворовых 9). Деревни: Гриденка (77), Вельдывка (88), Некрасовка (109), Сычевка (71), Павловка (108), Горбатовка (44), Бариновка (49), Соболи (32), Пильня (41). Всего крестьян 778, дворовых 9[16].
- Княгини Ширинской-Шихматовой. Село Богородское и деревни Старцево, Карповщина, Илейкино. Крестьян 247, дворовых 11[16].
- Сергея Павловича Шипова. Село Богородицкое, деревни Становцево, Степино и часть сельца Рождество. Крестьян 369, дворовых 17[16].
- Василия Ивановича Курута. Село Дубки, деревни Алексеевка, Тройца, Лавренова, Скородумка, Александровка. Крестьян 397, дворовых 47[16].
- Михаила Андреевича Кустыревского, Настасьи Михайловны Кутыриной и Марии Михайловны Нарбут. Сёло Лемешек и Гармониха. Крестьян 190, дворовых 3[16].
- Михаила Семёновича Кулеваева. Сельцо Федоровское, деревни Новое и Пиково. Крестьян 344, дворовых 10[16].
- Павла Александровича фон Шульца. Деревни Брызгуново и Жохово[16].

## Население
Население уезда по данным на 1857 год — 96 953, в 1859 году — 101 185 человек. По переписи 1897 года в уезде было 158 229 жителей (72 969 мужчин и 85 260 женщин).
В 1890 году в уезде 190 124 десятины крестьянской земли, 435 селений, 19 201 крестьянских дворов, 374 не крестьянских дворов, 49 887 мужчин, 54 507 женщин, 104 394 человека обоего пола.

## Карта Покровского уезда (ПГМ 1 верста) 1780—1790 гг
- Схема расположения фрагментов
- 1
- 2
- 3
- 4
- 5
- 6
- 7
- 8
- 9
- 10
- 11
- 12
- 13
- 14
- 15
- 16
- 17
- 18
- 19
- 20
- 21
- 22
- 23
- склейка 1
- склейка 2

## Экономика
В середине XIX века сбор сена производится в незначительных количествах, едва достаточных для прокорма местного скота, в основном по долинам Пекши, Киржача и Шерны. Для постоялых дворов шоссе Москва — Владимир сено завозится из Рязанской губернии. Доставка сена производится зимним путём. Сено реализуется на городских и сельских базарах, часть раскупается ещё в дороге содержателями постоялых дворов.
По данным на 1908 год в Покровском уезде промыслами заняты 32 000 мужчин и до 19 500 женщин. Только 6,9 % мужчин работоспособного возраста (18—60 лет) не заняты каким-либо промыслом. Среди женщин в возрасте 16—54 лет промыслом заняты 47,5 %. Более 47 % мужчин, занятых промыслом, вообще не занимаются полевыми работами. 2/3 из общего числа крестьян мужского пола занятых промыслом занимаются отхожим промыслом, отсутствуя дома в среднем 9,5 месяцев в году. Среди женщин отхожими промыслами заняты лишь 15,5 %. Земледелием заняты преимущественно люди пожилого возраста.
По данным на 1908 год в Покровском уезде имеются волости, почти сплошь занятые отходом в плотники. Так, в Аргуновской волости из промышленников — работников мужского пола — только 7,6 % заняты местным промыслом, в Овчининской волости — 5,8 %, в Жердевской — 9,3 %. Есть волости, почти сплошь занятые местными промыслами: Филипповская — 87,2 %, Лукьянцевская — 78,9 %. На ситуацию влияет традиция, пример соседей и географическое положение волости.
По данным на 1908 год, ткачеством хлопчато-бумажных и шёлковых тканей по домам и светёлкам, размоткой хлопчато-бумажной и шёлковой нити, светёлочниками, сновалыщиками, красильщиками занято около 17 тысяч человек. Из них 13,5 тысяч человек — женщины.

### Конные заводы
- В середине XIX века при селе Ново-Фетиньино находился конезавод Казакова[18].
- С 1858 года[6] в селе Дубки конный завод статского советника Владимира Ивановича Курута. По данным 1895 года: жеребцов рысистой породы — 3, маток — 19[5]. По данным 1900 года: жеребцов рысистой породы — 1, маток — 9. Тяжеловозной породы маток — 4[6].
- С 1895 года около сельца Орехово при чугунно-литейном заводе Торгового дома В. Я. Гоппер и К ° конный завод англичанина А. Гоппера[6]. Жеребцов рысистой породы — 1, маток — 5[5]. По данным 1900 года: жеребцов рысистой породы — 2, маток — 5[6].
- С 1894 года около села Короваева конный завод московского купца Степана Петровича Рябова. Жеребцов нет, маток английской скаковой породы — 9[5]. В 1900 году этот конезавод не упоминается[6].

### Городские ремёсла
В 1862 году в городах Покров и Киржач: хлебников и калачников — 4, крендельщиков — 15, мясников — 21, портных — 29, сапожников — 29, красильщиков — 6, печников — 9, столяров — 7, кузнецов — 20.

### Ткачество
К началу XIX века население Покровского уезда не знало ткачества. Кроме земледелия, которое составляло главное занятие крестьян, 1/6 часть мужского населения занималась отхожим плотничеством. Одними из первых ткацких промыслов, появившихся примерно в 1812 году, было производство поясков, холстины, платков и шёлковых ленточек. Статистические данные на 1817 год говорят о том, что производством ленточек в уезде занималось около 306 человек. К концу века этот промысел пришёл в почти полный упадок.

#### Шёлково-бархатное ткачество
Шёлково-бархатное ткачество возникло на границе Покровского уезда и Богородского уезда Московской губернии. Отсюда распространилось на соседние волости и перешло в пограничные селения Александровского уезда. В конце 1870-х — начале 1880-х годов шёлковое ткачество производилось в 57 селениях уезда (в основном в Филипповской волости), в 1879 году в них работало до 5000 ткацких станков, не считая города Киржача с его 800 станками.
Причины развития шёлково-бархатного ткачества: бедность и малопроизводительность почвенного покрова, препятствующие развитию земледелия, близость к центрам шёлковой промышленности Богородского уезда, предприимчивости населения и наличии торговых связей, налаженных благодаря наличию Стромынского тракта.
Поскольку ткацкие станки занимали много места, работа в крестьянских избах была неудобна. Большая часть станков располагалась в так называемых ткацких светёлках (крытые тёсом избы размером 7—28 метров длиной, 5—14 метров шириной, 2,1—2,8 метра высотой с большим количеством окон) или на фабриках. Светёлки располагались за огородами вдали от жилых и холодных строений во избежание пожара, отапливались голландскими печами.
Рабочий год начинался с середины сентября или первых чисел октября и продолжался до Пасхи. После Пасхи число рабочих сокращалось почти на половину, так как многие уходили заниматься полевыми работами.

#### Плисорезный промысел
Плисорезный промысел в уезде распространился на рубеже XIX и XX веков. Состоял в том, что работники разрезали особыми инструментами ворс уже сотканного плиса. Организация промысла почти та же, что и в домашнем ткачестве. Мастера, местные зажиточные крестьяне, пользующиеся доверием фабрикантов, ехали на фабрику и забирали там плис, получая после обработки плату с каждой штуки. Брали плис из Орехова-Зуева от Викулы Морозова, из Богородска и других мест. В 1908 году в уезде насчитывалось около 14 светёлок-плисорезок, в каждой из которых по 30—50 рабочих столов. В промысле было занять около 1862 человек.

#### Салфеточное производство
В середине XIX века в деревне Мележи впервые в уезде появилось производство салфеток. Деревня располагается в 10 верстах от Фрянова, где в начале века располагалась посессионная фабрика дворян Лазаревых. На этой фабрике ткались салфетки, шерстяные и шёлковые ткани. Впоследствии фабрика была оборудована картонными станками Жекарда и продана купцу Рогожину. В то время станки Жекарда были редкостью и Рогожин до открытия производства заколотил фабрику. Крестьянин деревни Мележи, Семен Лемехов, подкупил фабричного сторожа и, проникнув в ткацкую, осмотрел устройство станка и, будучи хорошим механиком-самоучкой, сам построил ткацкий станок Жекарда. Долгое время Лемехов считался лучшим салфеточным фабрикантом и поставлял товар московскому купцу Третьякову.
Фабрика Семёна Лемехова была центром, откуда ткачество салфеток распространилось по соседним селениям Филипповской волости (Чернево, Филипповское, Захарово) и проникло в Александровский уезд (Соколово, Петраково).
К концу XIX века в уезде было около 35 производств, 12 помещались в жилых избах, а остальные 23 в ткацких светёлках.

### Машинная вязка чулок
Этот промысел существовал только в Кудыкинской волости, вокруг села Кудыкино. Сообщали, что занесён он был сюда случайно. В конце XIX века в Кудыкино приехала какая-то женщина, привезла с собой невиданную здесь никогда машинку и начала на ней вязать чулки. В 1908 году этим промыслом было занято до 71 человек (43 женщины и 28 мужчин). Доходность промысла была относительно низкой. Продавали готовые чулки большею частью непосредственно в руки потребителей сами производители, пользуясь близостью крупного фабричного посёлка — Орехово-Зуево, где большая часть населения носила чулки и носки, а не онучи.

### Сусальный промысел
Сусальный промысел встречается в 5 селениях Филипповской волости: Дворищах, Рожкове, Захарове, Черневе и Дубках. Значительное развитие промысел получил только в Дворищах, где им занято 29 дворов. На долю остальных 4 селений приходится лишь 11 дворов.

### Плотники и столяры
Плотничий промысел в Покровском уезде развит с давних времён. Как каменщики из-под Владимира ходили строить города во все концы России ещё в XII и XIII веках, так, очевидно, плотники из-под Покрова ходили работать в Москву и другие города. В 1817 году из 34 887 жителей Покровского уезда плотники составляли 6020 человек. В конце 1850-х годов до 10 тысяч человек из деревень соседних с Аргуново уходили плотничать в Москву и Московскую область (в 1908 году — 83 %), Петербург, по всему Поволжью, в Казань, Николаев, Астрахань, Ростов и даже Одессу. В 60-х годах XIX века из всех 548 деревень Покровскаго уезда плотниками было занято 503 деревни. По переписи 1900 года в уезде насчитывалось 12 423 плотника и 605 столяров. Раньше в Покровском уезде было много своих лесов, но к концу XIX века их в значительной степени вырубили и многие работавшие на местах пильщики леса переквалифицировались в плотники. Столяры были заметно более высоко квалифицированы, чем плотники, и выходят из тех же плотников в результате естественного отбора. Столяры, в свою очередь, разделялись на просто столяров и столяров по белому дереву. Последние исполняли лучшие отделочные работы. Грамотных среди плотников было 66,2 %, среди плотников-столяров — 72 %, среди столяров — 75,9 %.
Плотники и столяры уходили на отхожий промысел с ранней весны, с Пасхи. В Петров день Московские плотники возвращались домой в деревню и жили здесь до 20 июля или 1 августа. Потом опять
ехали в Москву и возвращаются домой в конце ноября или начале декабря, пребывали дома в святки и до масляницы, а потом опять уходили работать вплоть до страстной недели. Таким образом плотники и столяры работали в 3 срока: 1-й срок — 15 недель, второй — 13 и третий — 6.
В 1908 году плотник зарабатывал от 4 до 8 рублей в неделю, столяры на 1—2 рубля больше. Отдельно предоставлялось жилье и питание. Плотник средней квалификации зарабатывал в год 100—130 рублей, столяр — 130—180 рублей. Плотник имеет инструментов на 9—12 рублей, столяр на 40—50 рублей; хорошие мастера-столяры на 100—120 рублей. Земельное хозяйство плотников и столяров, благодаря тому, что летние месяцы они большею частью проводили дома, велось сравнительно с другими промышленниками довольно хорошо.
Плотничьих и столярных подрядчиков в 1908 году в уезде до 365 человек. Подрядчики выходили из тех же рабочих в результате карьерного роста, делаясь сначала десятниками, а потом, постепенно, переходили к самостоятельному поиску заказов. Обычно это пожилые люди.

### Валка, пилка и сплавка леса
Валка, пилка и сплавка леса — три операции одного промысла. С начала зимы, как выпадает снег, начинается валка и разделка леса. Потом те же промышленники к весне подвозили его к реке, вязали в плоты и, как тронутся реки и уровень воды поднимется, связанные и заготовленные на берегу плоты сплавляли вниз на Клязьму во Владимир или дальше. Занимаются этим промыслом почти исключительно в
юго-восточной части уезда — в Селищенской волости, богатой лесными угодьями. В 1908 году в Селищенской волости этим промыслом было занято 760 человек, когда по всему уезду подобных
промышленников 830. В Финеевской волости работает 46 человек. Наряду с мужчинами занимаются подвозкой и сплавкой леса также и женщины (по уезду — 622 мужчины и 207 женщин).
После сплавки леса, с начала мая до Петрова дня, начинали пилить лес. В пилке принимали участие и сторонние рабочие — Гороховецкие и Меленковские крестьяне. Местные больше занимались поперечной пилкой, сторонние почти исключительно продольной. Рабочий день начинался с 3 часов утра и кончается в 10 часов вечера. Днём с 9 часов до 3 — отдых.
Сплавлять лес вниз по Поле и Клязьме нанимались особые посредники, собирающие артель из 10—15 человек, или же сами вальщики, если они взялись валить лес с доставкой на место. На плот в 72 бревна полагалось два плотогонца — мужчина и женщина. По притокам Клязьмы сплавляли одиночные плоты, на Клязьме они связывались попарно и их гнали уже 4 человека. При хорошей погоде до Владимира плот догоняли за 2 дня, при плохой — за 4—5 дней. Ночью не гнали. Чтобы согреваться на сыром, холодном весеннем ветру, сплавщики потребляли большое количество водки; водка выдавалась от заказчика. За все половодье — 2 месяца, пара рабочих (мужчина и женщина) получали 25—30 рублей на хозяйских харчах, причём мужчине платили 17—20 рублей, а женщине 7—10 рублей.

### Производство лотков и совков
Производством лотков и совков занимаются только в деревне Санино Аргуновской волости. Промысел этот существовал в Санине с незапамятных времён. Весьма вероятно, что перенят он был из-под Нижнего-Новгорода, где крестьяне издавна занимаются этого рода промыслом, а также и изготовлением всевозможных других изделий из дерева, и куда аргуновцы-плотники заходили плотничать. В конце XIX века этим в Санино занимались около 31 семьи, в 1908 году только 18 семей. До освобождения от крепостного права Санинцы владели обширными лесами помещика, могли рубить их сколько хотели. Кроме дарового материала, процветанию промысла в то время способствовало отсутствие железной дороги от Нижнего Новгорода. По большому Московскому тракту постоянно тянулись обозы с хлебом, а в Орехово-Зуево и в деревне Шалово (с 1977 года присоединена к рабочему посёлку Обухово Ногинского района Московской области). К началу XX века леса сократились, материал приходилось покупать, исчез местный рынок сбыта, а лотки и совки упали в цене.
Производством совков занимались только мужчины. Втроём работа разделялась так: один обтёсывает берёзовые чурбаны снаружи, другой — выдалбливает внутри, третий — производит финишную обработку. Рабочий день начинался зимой с 5 утра, и продолжается до 8 часов вечера с 3-хчасовым перерывом. Производством занимались непосредственно в жилых избах. Чистый доход от промысла — до 23 рублей в месяц на человека.

### Производство мебели
Производство мебели в деревне Санино и ближайших к ней деревнях (Родионово) Аргуновской волости появилось на рубеже XIX и XX века. К 1908 году промысел постоянно рос с улучшением спроса в Орехово-Зуево. Многие столяры и плотники, ранее занимавшиеся отхожим промыслом, стали оставаться дома, занимаясь производством мебели. В 1908 году в одной деревне Санино мебель производили 11 семей круглый год и 7 семей только зимой. Делали дешёвую мебель среднего качества: стулья, столы, шкафы, кресла, гардеробы, диваны, комоды, кровати, сундуки, табуреты. Летом, во время полевых работ с Петрова дня и до Успенья, производством мебели не занимались. Рабочий день — 12-часовой. Древесина покупалась на корню в рощах, а ореховые фанерки выписывались из Москвы. Продажа готовых изделий происходила почти исключительно местным скупщикам или изделия поставлялись непосредственно в лавки Павловского Посада, Орехово-Зуево, или Богородска. Обычный дневной заработок мебельщика — 80 копеек.

### Производство тачек для землекопов
В 1908 году в Покровском уезде этим промыслом занимались только в деревне Санино и только две семьи. Этот промысел в Санино появился в только в самом конце XIX века.

### Колёсный промысел
Колёсный промысел существовал главным образом в деревне Хмелево, Фуниково-Горской волости. Промыслу «не одна сотня лѣтъ» — по словам местных крестьян. Заработок 50—60 копеек в день на одного человека. В день один мастер мог сделать 2 полных колеса. Цена 4 колёс: 5—7 рублей в зависимости от времени года и спроса. С начала XX века происходит уменьшение производства. В 1881 году им было занято 88 человек, в 1908 году — 65. Расширение железнодорожных путей сообщения — прямая причина упадка промысла.

### Производство початочных ящиков
Початочными ящиками называлась тара для укладки на фабриках так называемых початков, то есть шпуль с пряжей. Промысел имеется только в Финеевской волости, в 3 деревнях: в селе Финеево, Старово и деревне Любимеж. В этих 3-х деревнях на рубеже XIX и XX веков насчитывалось 27 ящечников. Промысел этот появился здесь в середине XIX века и стал вытеснять производство парниковых рам и погребных лестниц. В 1908 году форма производства — мелко ремесленная с наёмными рабочими. Обычно хозяин мастерской работал сам или с сыном и нанимал 2—3 рабочих. В селе Старове было до 10 таких мастерских.

### Пчеловодство
По переписи, произведённой статистическим отделением в 1898 году, в Покровском уезде насчитывалось более 13655 ульев. Первое место по губернии.

### Портные
В начале XX века — преимущественно отхожий промысел. В 1908 году из 486 портных Покровского уезда дома работали только 23,5 %. Главный район портняжества — Дубковская волость, 68 % портных оттуда. На промысел портные уходили из дома 1 сентября — 1 октября. На Рождество возвращались на 2 недели домой, те, у которых мало дома рабочих рук, оставались для молотьбы и прочих полевых работ до 1-й недели великого поста. Затем приходили на 1 неделю на Пасху и частью оставались в деревнях на все лето до осени, частью уходили попортняжить до Петрова дня.

### Выпойка телят
Выпойкой телят занимаются исключительно женщины. Этим промыслом занято более 300 дворов и более 425 человек преимущественно в Копнинской, Селищенской и в Покрово-Слободской волостях.
Выпаивают телят только те дворы, что имеют по 2 и более коров. Сущность промысла заключается в том, что телёнка до 3-х недель отпаивают чистым молоком (2 раза в день, весной — 3 раза,
на что уходит в день по 1/4 ведра). С 3-недельного возраста и до 8—10-недельного к молоку прибавляют до 1/3 воды. Молока уходит до 2/9 ведра, но к нему прибавляют лепёшек из пшеничной муки 2-го сорта. Таким образом при 3 коровах выпаивают до 8 телят. Когда телёнок достигнет 6—8 недель, его продают особым скупщикам-телятникам за 15—16 рублей.

### Валяние сапог
В 1908 году валяльщиков сапог до 193 человек и почти все они (184) из Фуниково-Горской волости; преимущественно из трёх её населённых пунктов: Воскресенское (92), Конышево (62) и Игнатово (15). Большая половина валяльщиков расходились далеко по соседним губерниям, преимущественно в
Егорьевский уезд, Рязанскую губернию, Воронежскую губернию, Тамбовскую и др. По своим деревням работала ничтожная часть — 12 человек. Уходили на промысел с 1 сентября и работали до декабря. Ходили по 2—3 человека вместе из деревни в деревню; носили с собою инструменты: колодки, клинья, задушки, передушки, решотку, лучёк, валёк, железную скалку, полотно, струны. Некоторые возили с собой на лошади шерстобитную машинку, что значительно ускоряло очистку и перебивку шерсти. За 3—4-месячный рабочий сезон валяльщик заработал около 30 рублей чистой прибыли.

### Сбор на полях диких камней
В начале XX века осенью собирали на полях мелкие камни и складывали их в кучи у края дороги, зимой крестьяне продавали их на ближайших железнодорожных станциях. Сбором камней занимались в северных волостях уезда: Дубковской, Жаровской, Жердевской, Коробовщинской, Овчиннинской, Фуниково-Горской. Камень продавали по 13—18 рублей за кубический сажень.

### Рыболовство
В начале XIX века более 100 человек в уезде занималось рыболовством. Лов рыбы производился преимущественно на Клязьме. Выловленная рыба (лещ, судак, щука, окунь, карась, плотва, линь, стерлядь) поставлялась в Москву.

### Сельское хозяйство
Песчаные почвы уезда позволяли выращивать только рожь, гречиху и картофель. Другие культуры в конце 1870-х — начале 1880-х годов почти не сеялись. Только в Жердевской волости, где песок сменяется суглинком и супесью преобладали посевы овса. Почти все крестьяне, обрабатывающие землю лично или посредством наёмного труда, имели скот, поскольку без удобрения почв навозом земледелие не эффективно.

### Садоводство и огородничество
Крупных садов в уезде не отмечено. Население занималось в основном огородничеством. 

По данным на 1895 год, в городе Покрове было 203 парника, производилось картофеля 27 200 кг в год, капусты 39 600 кг в год, прочих овощей 42 400 кг. 
В городе Киржач было 360 парников, производилось картофеля 6 400 кг в год, капусты 8 000 кг в год, прочих овощей 10 880 кг. 
Помимо этого в деревнях и сёлах уезда было 178 парников, производилось картофеля более 160 000 кг в год, капусты более 279 200 кг в год, прочих овощей более 270 640 кг.
Кроме вышеперечисленного, в середине XIX века население уезда занималось выделкой кож, крашением холстов, копанием колодцев, изготовлением кирпичей, производством телег, сёдел (деревня Губинская), устроением органов и стенных деревянных часов, углежогным промыслом, выгонкой дёгтя, сбором и продажей клюквы, сбором и продажей сушёных грибов (на Украину, в Москву и Польшу), сбором и продажей корья для кожевенных заводов, содержанием постоялых дворов, извозом.

## Развлечения

### Употребление алкоголя
В середине 1890-х годов расширение продажи алкоголя привело к тому, что среднегодовое потребление водки на душу населения составляло 0,31 ведра (ведро — мера объёма жидкостей, равная 12,3 л). Церковные праздники, сбор урожая, семейные события (крестины, помолвки, свадьбы, похороны), успешные или неудачные сделки, решения сельского схода и многообразные иные поводы — всё это обычным образом сопровождалось приёмом алкогольных напитков. Владимирский губернатор Иосиф Михайлович Судиенко в 1890 году циркулярно требовал от всех участковых земских начальников собирать информацию от уездных исправников обо всех случаях общей распивки вина на сельских сходах.

В ведомости об общественных попойках в 1-м стане Покровского уезда за апрель-июнь 1890 года отмечалось 14 случаев, при этом количество участников попоек варьировалось от 16 до 30 человек, иногда участвовало и всё сельское общество.
В ведомостях отмечалось, сколько выпито водки и каким был повод к попойке:
- ¾ ведра (9,2 литра) — продажа мяса
- 1 ведро (12,3 л) — продажа остатка луга
- ¾ ведра (9,2 л) — принятие на луга скота крестьян других селений
- ½ ведра (6,2 л) — прорытие общественных канав
- ½ ведра (6,2 л) — исправление изгороди
- ¼ ведра (3л) — угощение крестьян С. Соловьевым
- ½ ведра (6,2 л) — продажа общественного быка
- ½ ведра (6,2 л) — взыскание штрафа за потраву пастухом хлеба
- ½ ведра (6,2 л) — продажа участка порозжей земли
- ¾ ведра (9,2л) — сдача в арендное содержание трактира
- ¼ ведра (3 л) — покупка общественного быка.

Всё общество Губинской слободы Кудыкинской волости выпили 12,3 литра = 1 ведро за продажу общественных дров.

В Дровосеках ½ ведра (6 л) выпили за сдачу земли Никольской мануфактуре.

В Язвищах 20 человек выпили 2 ведра (24,6 литров — по 1,23 литра на человека) за сдачу луга крестьянам села Орехова.

Крестьяне деревни Марково Короваевской волости устроили попойку за увольнение односельчанина крестьянина Петра Брыкина в покровские мещане и выпили 1 ведро вина на 5 рублей (12,3 л).

## Известные люди
- Котухина, Анна Александровна — Народный художник СССР;
- Кузнецов, Матвей Сидорович — фарфоровый фабрикант;
- Сергей Прокудин-Горский — пионер цветной фотографии.